# Conrad I de Carintia

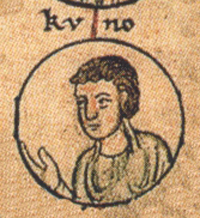
Conrad I Dux, conform Chronica Sancti Pantaleonis, Köln, în jur de 1237

Conrad I (n. cca. 975 – d. 12 sau 15 decembrie 1011), membru al Dinastiei Saliene, a fost duce de Carintia de la 1004 până la moarte.
Conrad a fost cel de al treilea fiu al ducelui Otto I de Carintia și fratele mai mic al lui Henric de Speyer, tatăl împăratului Conrad al II-lea, și al lui Bruno, devenit papă ca Grigore al V-lea, supraviețuindu-le amândurora.
Alături de tatăl său, Conrad a fost un candidat în alegerea regală din Germania din 1002. În aceeași perioadă, Conrad s-a căsătorit cu Matilda (cca. 988 – 29 iulie 1031 sau 1032), fiica ducelui Herman al II-lea de Suabia, cu care a avut doi copii: Conrad, devenit ulterior duce de Carintia, și Bruno, devenit episcop de Würzburg. Conrad a murit la o vârstă tânără și a fost înmormântat în catedrala din Worms. 